# Yekutiel Adam
Yekutiel Adam, soprannominato Kuti (in ebraico יקותיאל "קותי" אדם‎?; Tel Aviv, 3 novembre 1927 – Castello di Beaufort, 10 giugno 1982), è stato un generale israeliano, vice capo di stato maggiore delle forze armate israeliane (IDF).

## Biografia
Nato da Yehuda e Elisheva Adam (già Adamov), due ebrei della montagna emigrati in Palestina dal Caucaso, entrò nell'Haganah all'età di 15 anni, diventando ufficiale a 20. Combatté nella guerra arabo-israeliana del 1948, distinguendosi per la conduzione di raid in territorio nemico come quello che il 1º maggio 1948 portò alla presa del villaggio palestinese di Salama, una posizione chiave nei dintorni di Giaffa. Nel marzo del 1950 Adam divenne tenente dell'esercito regolare, venendo poi promosso al grado di capitano della 84ª Brigata di fanteria "Givati". Dopo un periodo di studi militari in Francia, nel 1966 conseguì il grado di colonnello, prendendo poi parte alla guerra dei sei giorni: durante il conflitto servì su fronte egiziano, partecipando alla battaglia per la presa di Umm Qatef. Dopo la guerra comandò la 1ª Brigata di fanteria "Golani" nel nord di Israele, prima di essere promosso al grado di brigadier generale e servire come vice comandante del Comando Nord durante la guerra del Kippur.
Nel 1974 Adam fu promosso maggior generale e posto alla guida del Comando Sud israeliano; nel 1976 divenne capo dell'Ufficio Operazioni delle forze armate, ed in questa veste pianificò e diresse l'Operazione Entebbe il 4 luglio 1976, la liberazione di 103 ostaggi di un volo di linea dirottato da terroristi palestinesi nell'Aeroporto Internazionale di Entebbe, in Uganda. Dopo un periodo di studi negli Stati Uniti, nel 1978 Adam fu nominato vice capo di stato maggiore delle IDF, servendo sotto Rafael Eitan; nel 1982 prese parte alle prime fasi della guerra del Libano, venendo ucciso in azione il 10 giugno nei pressi del Castello di Beaufort.
Il corpo di Yekutiel Adam fu seppellito nel cimitero di Kiryat Shaul, presso Tel Aviv; in suo onore una via nelle città di Ascalona e Gerusalemme porta il suo nome, come pure un laboratorio presso l'Istituto Tecnico di Israele e la scuola di contro-terrorismo delle IDF. Suo figlio Udi Adam diventò maggior generale delle IDF ed ha guidato il Comando Nord tra il 2005 ed il 2006.